# 引手力命神社

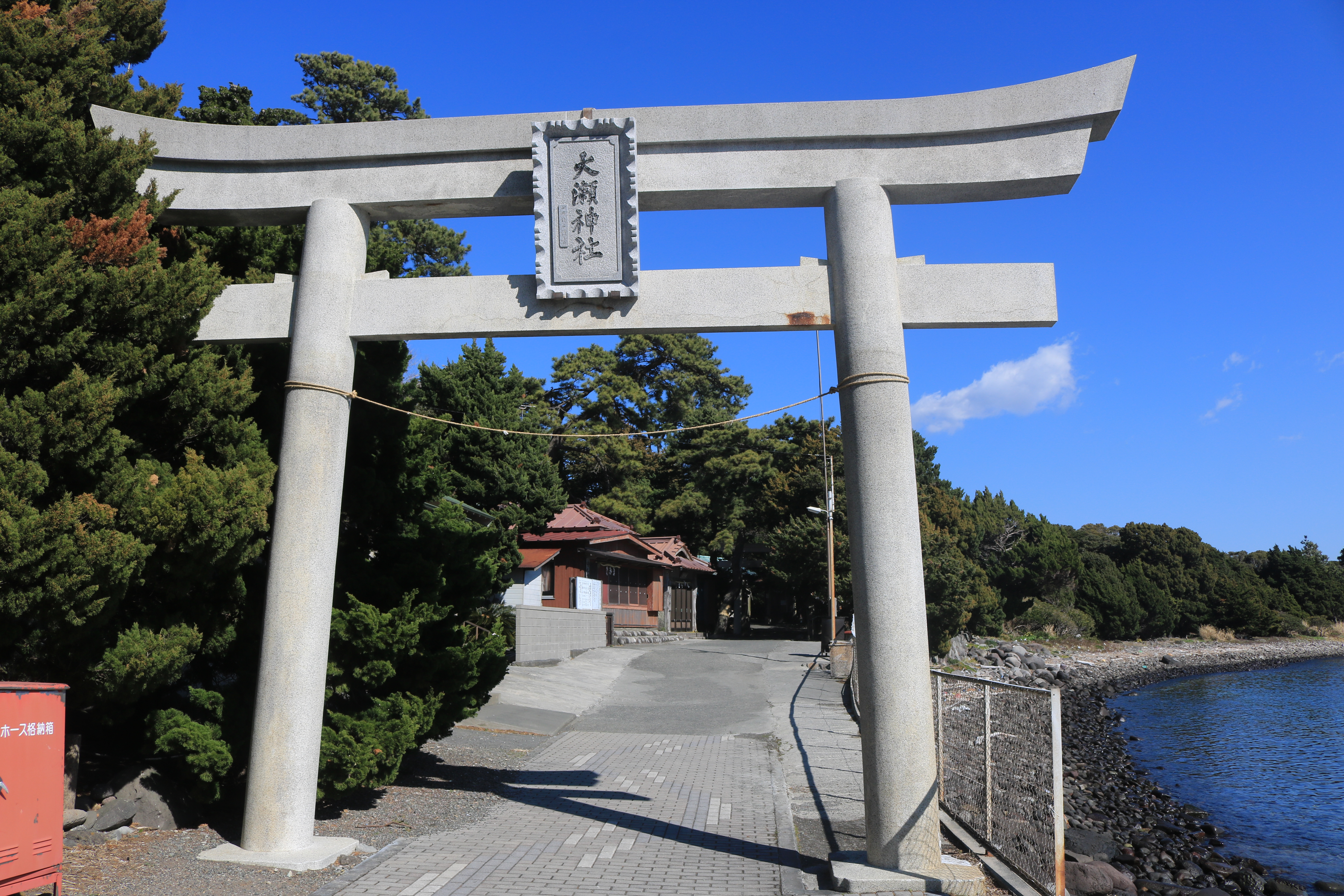
鳥居

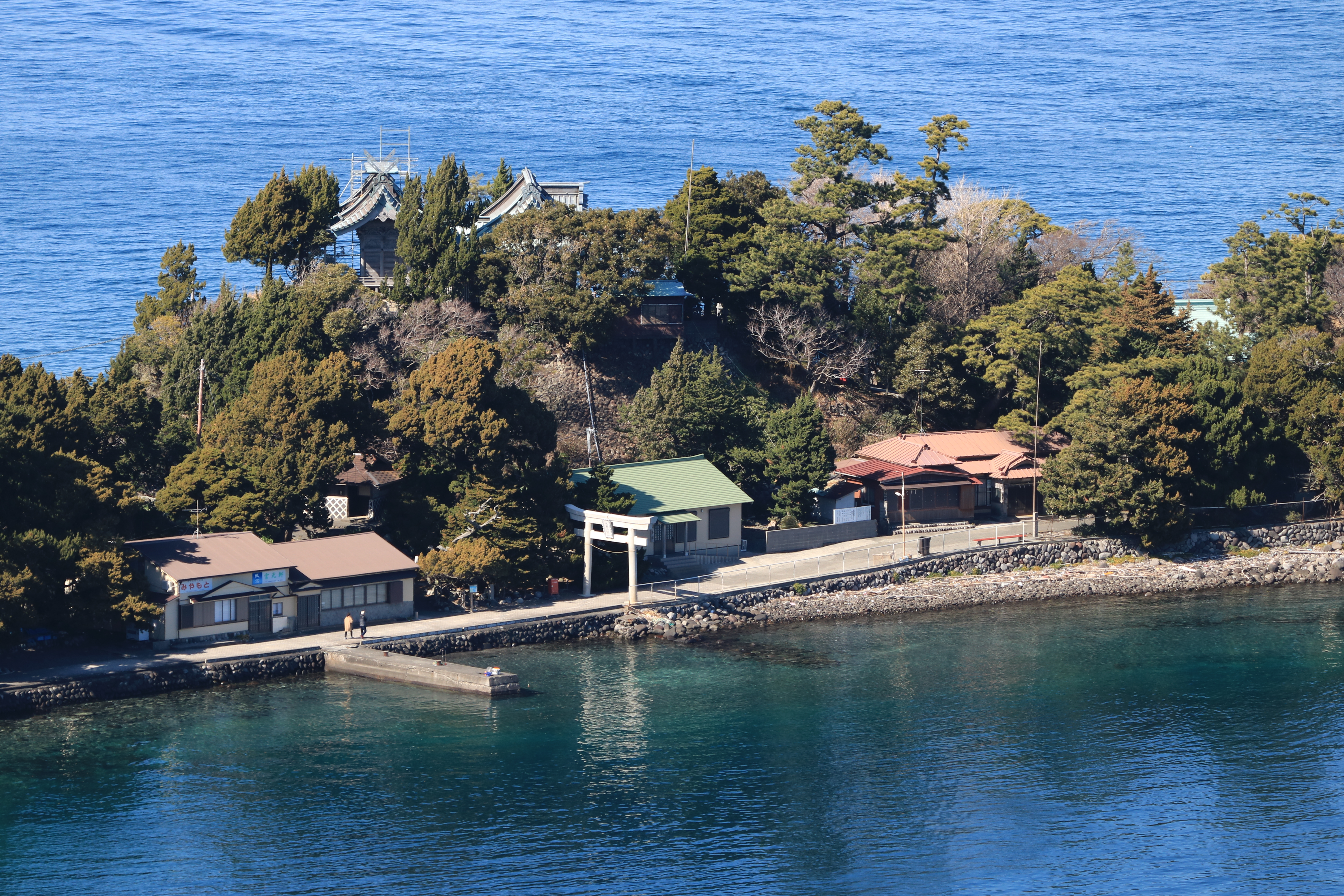
鳥居と斎館・社務所

引手力命神社（ひきてちからのみことじんじゃ、ひきたぢからのみことじんじゃ）は、静岡県沼津市西浦江梨の大瀬崎（おせざき）にある神社。旧社格は式内社（国弊小社論社）、郷社。

## 概要
駿河湾沿いの漁民の崇敬を集めている。
延喜式神名帳に記された「引手力命神社」は当社とされることが多いが、伊豆国の旧田方郡にはもう一社、静岡県伊東市十足（大室山北麓）に引手力男神社（ひきてちからおじんじゃ）がある。実際にどちらが式内社「引手力命神社」に比定されうるか決定的な史料が無いために明らかではない。本項では大瀬崎の引手力命神社について記す。
2006年、未来に残したい漁業漁村の歴史文化財産百選に施設名『大瀬神社』で選定された 。

### 社名
通称である大瀬神社（おせじんじゃ）と呼ばれることが多く、鳥居の扁額にもこの名が書かれている。他に大瀬明神（おせみょうじん）などとも称される。

## 祭神
- 引手力命（ひきたぢからのみこと）

全国の主な式内社とされる神社でこの名前の神を祀るものは他に見られない。これを古事記や日本書紀にも登場する天手力雄（男）命に比定する説もあるが、一般に天手力雄（男）命が山の神とされているのに対して引手力命は海の守護の神であり、必ずしも定かではない。

## 由緒・歴史

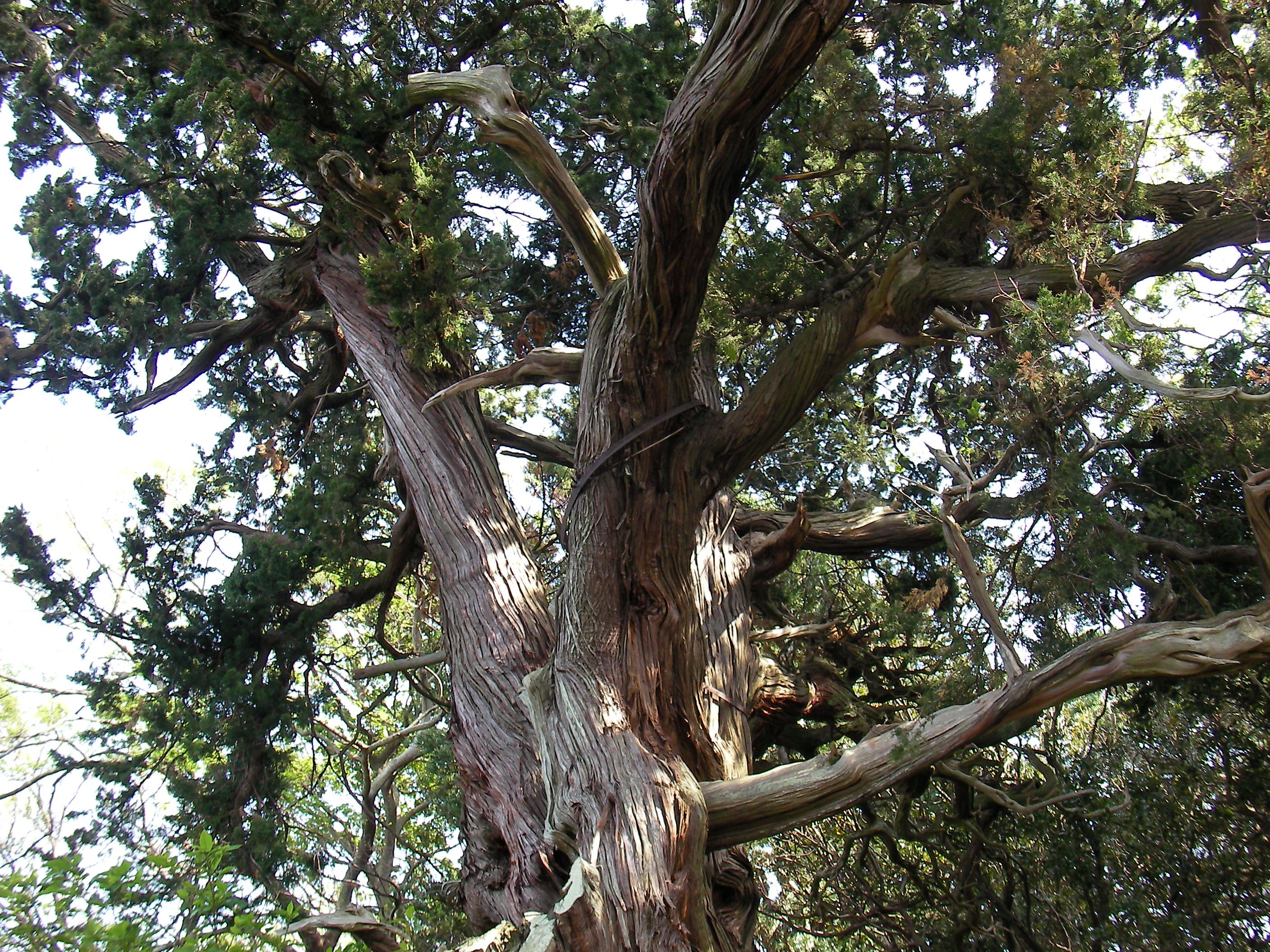
同神社の御神木
天然記念物の「大瀬崎のビャクシン樹林」のうちの一本で、推定樹齢1,500年。

創建時期は不明であるが、一説には白鳳13年(684年)に発生した大地震に伴って海底が突然三百丈余も隆起して「琵琶島（びわじま）」と呼ばれる島が出現したため、同時期の地震で多くの土地が海没した土佐国から神が土地を引いてきたのだ、と考えた人々がここに引手力命を祀ったのが最初、とも言われる。「琵琶島」はやがて砂洲の形成により陸繋島となり大瀬崎となった。
平安時代末期に源為朝と源頼朝、および北条政子は源氏の再興を祈願して当社に弓矢、兜、鏡、太刀などを奉納し、源氏の再興が叶い鎌倉幕府が成立して以降は、多くの武将たちが弓矢や太刀を奉納するようになったとされる。
南北朝時代には江梨鈴木氏の祖である鈴木繁伴がこの地を支配し（館の跡とみられる遺構がある）祭祀に勤しんだとされるが、その後の度重なる地震や津波で館も奉納品も全て失われた。しかし砂の中からそれらの一部が見つかるに及んで地元の人々がこれらを奉り、何時とはなしに再興されて今日に至っている。
現在の社殿は1939年（昭和14年）に再建されたものである。伊豆七不思議のひとつである神池を境内地に持ち、禊の地として、また海上守護の神として多くの人々の崇敬を集めている。これと共に、駿河湾の対岸に富士山と愛鷹山を望む景勝地として、またダイビングのメッカとしても広く知られている。
海上安全を願う人々が赤い褌（写真右側の赤い布々）を奉納する風習があり、また漁船の進水式に関連してその漁船の縮尺模型を海上安全と豊漁を祈願して奉納する風習もあった。この関係で、漁の様子を描いた絵馬や漁船の木造模型などが多数奉納され、その一部が絵馬奉納殿に展示されている。ただ、1892年（明治25年）に発生した火災により、それ以前に奉納されていた模型は焼失してしまった。2008年現在は、それ以降に奉納された32隻のうち一部が展示されているが、模型の裏には墨書きで奉納者の氏名住所・奉納年が記録されており、明治・大正・昭和初期の駿河湾沿岸の漁船の様式も正確に再現され、また同神社の信仰圏が駿河湾の広い範囲に分布していたことが見出される。

## 大瀬まつり

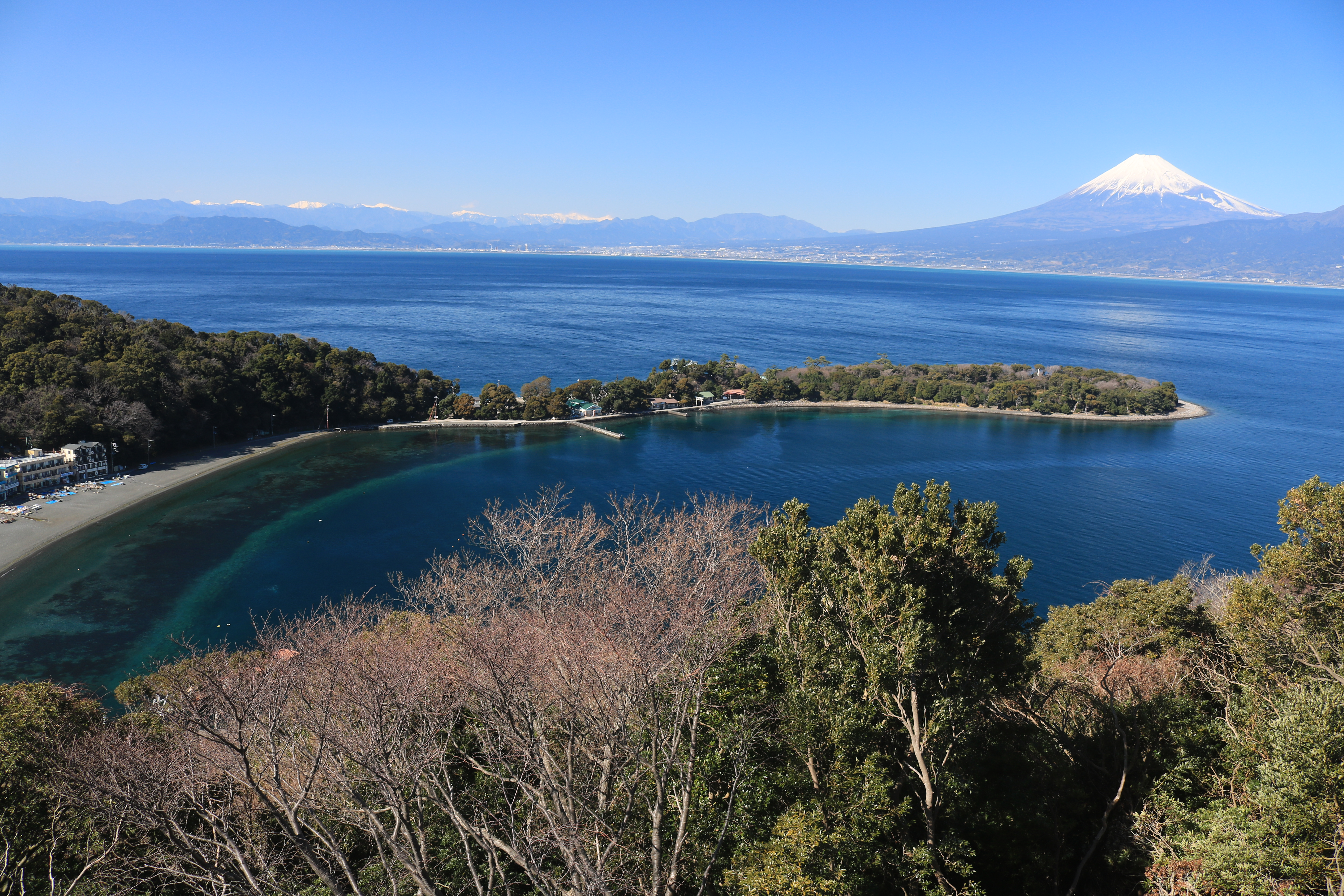
引手力命神社がある大瀬崎

大瀬まつり（おせ-）は引手力命神社の例大祭。毎年4月4日に行われる。
当日は、近隣地区が大漁旗や杉・桜の小枝で飾られた漁船を仕立て、若者が派手な女装姿で乗り込み、海路神社を目指す。浦まで到達すると船からは海に向けて福俵が投げ込まれ、次いでその年はじめて船に乗り込んだ「小若衆」（こわかいしゅう）を先頭に海に飛び込んで拾い上げて岸まで泳ぎ、そのまま神社境内まで担ぎ上げる。その後、浜辺の石を拾って船に取り付け、船上で「勇み踊り」と呼ばれる踊りを行いながら帰路につく。神社側はこれを「天下の奇祭」を自称しており、漁民のコミュニティとしての通過儀礼の名残であると思われる。また、鹿島踊りの一種であるともされる。
1949年（昭和24年）4月5日には、沼津御用邸に宿泊していた昭和天皇、香淳皇后が、海岸崖上より御用邸前の海上に集まった祭礼のための和船船上における大漁踊りを観覧した記録が残る。
現在では「内浦漁港祭」も同時に行われ、水産物や地元の名産品の販売、太鼓演奏などが行われる。